# دیگالیک اسید
دیگالیک اسید (به انگلیسی: Digallic acid) با فرمول شیمیایی C۱۴H۱۰O۹ یک ترکیب شیمیایی با شناسه پاب‌کم ۳۴۱ است. که جرم مولی آن ۳۲۲٫۲۲ g/mol می‌باشد. 